# Nepharinus goudiei
Nepharinus goudiei là một loài bọ cánh cứng trong họ Silvanidae. Loài này được Lea miêu tả khoa học năm 1904.